# Dominik Kotarski
Dominik Kotarski (Zabok, 10 febbraio 2000) è un calciatore croato, portiere del Copenaghen.

## Carriera

### Club
Cresciuto nelle giovanili del Dinamo Zagabria nel febbraio 2018, poco prima di compiere il diciottesimo anno di età, voluto dall'allora direttore sportivo Van der Sar si trasferisce a titolo definitivo ad Amsterdam, tra le file dei lancieri. Il 15 giugno 2021 si accasa in prestito secco dalla durata annuale tra le file del HNK Gorica. Il 14 settembre seguente fa il suo debutto con i Goričani, disputa da titolare il sedicesimo di finale di Coppa di Croazia vinto 3-7 in casa del Nehaj Senj. Il 16 ottobre arriva anche il suo debutto in 1.HNL, difende i pali della propria squadra in occasione del match casalingo terminato 1-1 contro l'Istria 1961. Il 15 giugno 2022 il club croato esercita il diritto di riscatto sul cartellino del giocatore che firma un contratto valido fino al 2024. Dodici giorni dopo viene ceduto a titolo definitivo al PAOK con il quale firma un contratto valido fino al 30 giugno 2026.

### Nazionale
Nel 2017 con la nazionale Under-17 ha disputato l'Europeo di categoria.
L'8 ottobre 2020 esordisce con la nazionale Under-21 nella partita valida per le qualificazioni degli europei contro San Marino.
Nel 2023 ha partecipato agli Europei Under-21.
Il 26 marzo 2024 ha esordito in nazionale maggiore nell'amichevole vinta 2-4 in casa dell'Egitto.

## Palmarès

### Club

#### Competizioni nazionali
- Campionato greco: 1

PAOK: 2023-2024